# Kingsley A. Taft

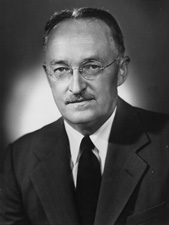
Kingsley A. Taft

Kingsley Arter Taft (* 19. Juli 1903 in Cleveland, Ohio; † 28. März 1970 in Columbus, Ohio) war ein US-amerikanischer Jurist und Politiker der Republikanischen Partei. Von 1946 bis 1947 saß er für Ohio im Senat.

## Biografie
Taft wurde als Sohn von Frederick L. Taft in Cleveland in die einflussreiche Taft-Familie geboren. Nachdem er die High School abgeschlossen hatte, erhielt er am Amherst College 1925 seinen Bachelor. 1928 machte er seinen Jura-Abschluss an der Harvard University. Er ging zurück nach Ohio und eröffnete eine Anwaltskanzlei. Von 1933 bis 1934 saß er im Repräsentantenhaus von Ohio. 1940 wurde er in den Schulrat von Shaker Heights gewählt, dem er bis 1942 angehörte. Während des Zweiten Weltkrieges diente er in der US Army, zuletzt im Range eines Majors.
Ab 1946 saß er für den US-Bundesstaat Ohio im Senat. Er wurde in einer Special-Election als Nachfolger von James W. Huffman gewählt. Dieser wiederum saß von 1945 bis 1946 im Senat. Huffmann nahm den Platz des zum Richter am Supreme Court berufenen Harold Hitz Burton ein. Taft saß bis 1947 im Senat. Er vollendet damit die eigentliche Amtszeit von Burton. Taft ließ sich nicht zur Wiederwahl aufstellen, der ebenfalls republikanische Kandidat John W. Bricker wurde sein Nachfolger.  
1948 wurde er als Richter an den Supreme Court of Ohio, das Oberste Gericht des Bundesstaates, gewählt. 1954 und 1960 wurde er im Amt bestätigt. Zum Chief Justice des Supreme Court wurde er 1962 gewählt. Dieses Amt hatte er bis zu seinem Tod 1970 inne.